# Dekanol
Dekanol – organiczny związek chemiczny z szeregu homologicznego alkoholi zbudowany z prostego łańcucha 10-węglowego i grupy hydroksylowej. Możliwe jest 5 izomerów dekanolu różniących się położeniem grupy hydroksylowej.
Dekanol jest wykorzystywany w produkcji plastyfikatorów, smarów, środków powierzchniowo czynnych i rozpuszczalników. Jest również wykorzystywany do produkcji niektórych perfum.